# Agrilus nagaoi
Agrilus nagaoi é uma espécie de inseto do género Agrilus, família Buprestidae, ordem Coleoptera.
Foi descrita cientificamente por Nakane, em 1983.